# انتخابات استان هوخوی ۲۰۱۵
انتخابات سراسری استان هوخوی ۲۰۱۵ همزمان با انتخابات ریاست جمهوری روز یکشنبه ۴ مهر ماه همان سال برگزار شد. این انتخابات با هدف تجدید پست‌های استاندار و جانشین استاندار برگزار و برای دوره ۲۰۱۵–۲۰۱۹ می‌باشد.